# Kopparverkshamnen

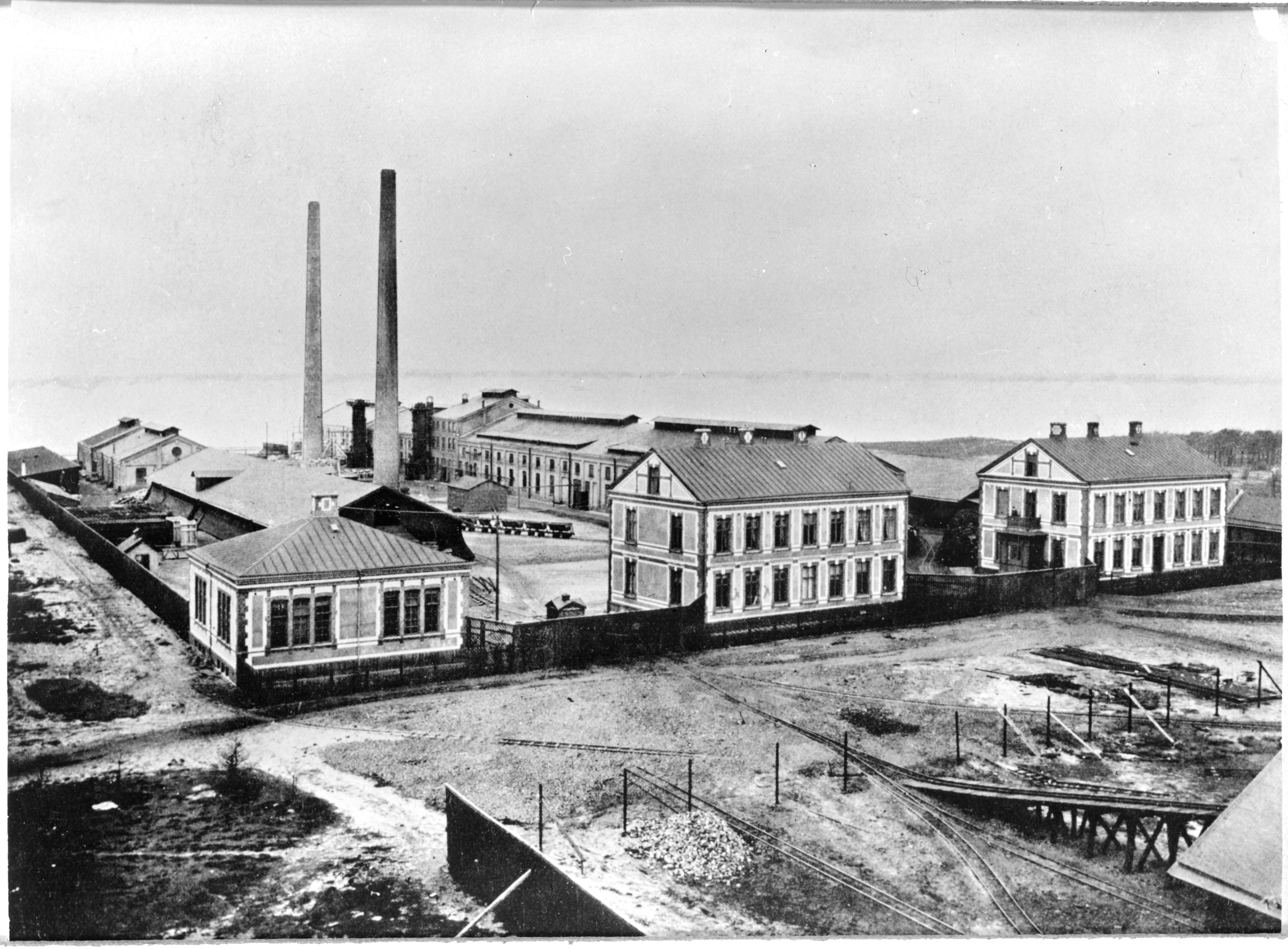
Helsingborgs kopparverk sett från sydost mot Öresund 1905, innan Kopparverkshamnen anlades. Framför fabrikstomten går Helsingborg-Råå-Ramlösa Järnvägs spår.

Kopparverkshamnen är en svensk privatägd hamn i södra delen av Helsingborg, omedelbart söder om Helsingborgs hamn.
Kopparverkshamnen anlades 1917-1918 för egna behov av Skånska Superfosfat- och Svafvelsyrefabriks AB (från 1918 Reymersholms Gamla Industri AB) och Helsingborgs kopparverk AB vid Knähaken i omedelbar anslutning till Kopparverksområdet mellan Raus plantering och Råå. Fabriken importerade bland annat sin gemensamma råvara svavelkis från gruvor i Sulitelmamassivet i Norge.

## Kopparverkshamnen idag
Kopparverkshamnen ägs av Kemira Kemi AB, som har fabriksanläggningar i den av företaget drivna industriparken IPOS på Kopparverksområdet. Hamnen  används för bulktransporter och har sju meters djup och två kajplatser.

## Gifter
Kopparverksområdet och hamnen har som arv efter tidigare industriell verksamhet förhöjda giftmängder av bland annat arsenik. Kemira ålades enligt en dom av Miljödomstolen 2008 att sanera.

## Svavelsyreutsläppet 2005
År 2005 skedde ett utsläpp av 11 000 ton oleum från en underminerad cistern på fabriksanläggningen som rämnat. Svavelsyran förorenade ett kvadratkilometer stort markområde, och dessutom läckte svavelsyra ut i hamnen. Detta ledde till att ett gasmoln bildades, vilket dock upplöstes av sig självt innan det hotade att driva in över staden. Katastroflarm utgick på Helsingborgs lasarett, men ingen blev allvarligt skadad av gasen.